# 「My Love」劉德華巡迴演唱會
“My Love”劉德華巡迴演唱會是香港歌手刘德华于2018年开始举办的各地巡回演唱会。有关这次演唱会的消息于2016年4月份就有传出，亦宣布於2017年年底舉辦跨年演唱會，但因後期刘德华的墮馬事件宣布取消。於2018年年頭，刘德华再次宣布于2018年底舉办香港跨年个唱，最終在2018年9月正式官宣公布會在2018年12月至2019年1月在紅館举办香港跨年个唱。

## 概况
刘德华上一次在香港紅館举行演唱会还是2010年开启的“Unforgettable”香港跨年个唱，這一次亦是舉辦20場的跨年个唱。在2019年9月13至15日期間在馬來西亞亞通體育館舉辦，以及在同年的9月25至28日於新加坡新加坡室內體育館舉辦。
刘德华邀请内地艺术家曾梵志为这次演唱会的主题海报作画，刘“希望经过去年堕马受伤后，给人重生感觉”。

## 巡迴場次
| 場次 | 日期           | 國家/地區 | 城市   | 場館                     | 備註 |
| ---- | -------------- | --------- | ------ | ------------------------ | --- |
| 1    | 2018年12月15日 | 香港      | 香港   | 紅磡香港體育館           | |
| 2    | 2018年12月16日 | 香港      | 香港   | 紅磡香港體育館           | |
| 3    | 2018年12月17日 | 香港      | 香港   | 紅磡香港體育館           | |
| 4    | 2018年12月18日 | 香港      | 香港   | 紅磡香港體育館           | |
| 5    | 2018年12月19日 | 香港      | 香港   | 紅磡香港體育館           | |
| 6    | 2018年12月20日 | 香港      | 香港   | 紅磡香港體育館           | |
| 7    | 2018年12月21日 | 香港      | 香港   | 紅磡香港體育館           | |
| 8    | 2018年12月22日 | 香港      | 香港   | 紅磡香港體育館           | |
| 9    | 2018年12月23日 | 香港      | 香港   | 紅磡香港體育館           | |
| 10   | 2018年12月24日 | 香港      | 香港   | 紅磡香港體育館           | |
| 11   | 2018年12月25日 | 香港      | 香港   | 紅磡香港體育館           | |
| 12   | 2018年12月26日 | 香港      | 香港   | 紅磡香港體育館           | |
| 13   | 2018年12月27日 | 香港      | 香港   | 紅磡香港體育館           | |
| 14   | 2018年12月28日 | 香港      | 香港   | 紅磡香港體育館           | 因當晚喉嚨發炎，演唱三首歌後更失聲而中斷演出                                                               |
| x    | 2018年12月29日 | 香港      | 香港   | 紅磡香港體育館           | 因28日晚的失聲事件而全數取消                                                                               |
| x    | 2018年12月30日 | 香港      | 香港   | 紅磡香港體育館           | 因28日晚的失聲事件而全數取消                                                                               |
| x    | 2018年12月31日 | 香港      | 香港   | 紅磡香港體育館           | 因28日晚的失聲事件而全數取消                                                                               |
| x    | 2019年1月1日   | 香港      | 香港   | 紅磡香港體育館           | 因28日晚的失聲事件而全數取消                                                                               |
| x    | 2019年1月2日   | 香港      | 香港   | 紅磡香港體育館           | 因28日晚的失聲事件而全數取消                                                                               |
| x    | 2019年1月3日   | 香港      | 香港   | 紅磡香港體育館           | 因28日晚的失聲事件而全數取消                                                                               |
| 15   | 2019年9月13日  | 马来西亚  | 吉隆坡 | 亞通體育館               | |
| 16   | 2019年9月14日  | 马来西亚  | 吉隆坡 | 亞通體育館               | |
| 17   | 2019年9月15日  | 马来西亚  | 吉隆坡 | 亞通體育館               | |
| 18   | 2019年9月25日  | 新加坡    | 新加坡 | 新加坡室內體育館         | |
| 19   | 2019年9月26日  | 新加坡    | 新加坡 | 新加坡室內體育館         | |
| 20   | 2019年9月27日  | 新加坡    | 新加坡 | 新加坡室內體育館         | |
| 21   | 2019年9月28日  | 新加坡    | 新加坡 | 新加坡室內體育館         | |
| x    | 2020年2月15日  | 香港      | 香港   | 紅磡香港體育館           | 為失聲後的7場補場，因新冠疫情而取消                                                                        |
| x    | 2020年2月16日  | 香港      | 香港   | 紅磡香港體育館           | 為失聲後的7場補場，因新冠疫情而取消                                                                        |
| x    | 2020年2月17日  | 香港      | 香港   | 紅磡香港體育館           | 為失聲後的7場補場，因新冠疫情而取消                                                                        |
| x    | 2020年2月18日  | 香港      | 香港   | 紅磡香港體育館           | 為失聲後的7場補場，因新冠疫情而取消                                                                        |
| x    | 2020年2月20日  | 香港      | 香港   | 紅磡香港體育館           | 為失聲後的7場補場，因新冠疫情而取消                                                                        |
| x    | 2020年2月21日  | 香港      | 香港   | 紅磡香港體育館           | 為失聲後的7場補場，因新冠疫情而取消                                                                        |
| x    | 2020年2月22日  | 香港      | 香港   | 紅磡香港體育館           | 為失聲後的7場補場，因新冠疫情而取消                                                                        |
| x    | 2020年2月23日  | 香港      | 香港   | 紅磡香港體育館           | 為失聲後的7場補場，因新冠疫情而取消                                                                        |
| x    | 2020年2月25日  | 香港      | 香港   | 紅磡香港體育館           | 為失聲後的7場補場，因新冠疫情而取消                                                                        |
| x    | 2020年2月26日  | 香港      | 香港   | 紅磡香港體育館           | 為失聲後的7場補場，因新冠疫情而取消                                                                        |
| x    | 2020年2月27日  | 香港      | 香港   | 紅磡香港體育館           | 為失聲後的7場補場，因新冠疫情而取消                                                                        |
| x    | 2020年2月28日  | 香港      | 香港   | 紅磡香港體育館           | 為失聲後的7場補場，因新冠疫情而取消                                                                        |
| x    | 2021年4月29日  | 中国      | 廣州   | 宝能广州国际体育演艺中心 | 原定於2020年4月2至4月4日舉辦，因新冠疫情而取消，後改期於2021年4月29日至5月2日，惟新冠疫情還未緩和而取消    |
| x    | 2021年4月30日  | 中国      | 廣州   | 宝能广州国际体育演艺中心 | 原定於2020年4月2至4月4日舉辦，因新冠疫情而取消，後改期於2021年4月29日至5月2日，惟新冠疫情還未緩和而取消    |
| x    | 2021年5月1日   | 中国      | 廣州   | 宝能广州国际体育演艺中心 | 原定於2020年4月2至4月4日舉辦，因新冠疫情而取消，後改期於2021年4月29日至5月2日，惟新冠疫情還未緩和而取消    |
| x    | 2021年5月2日   | 中国      | 廣州   | 宝能广州国际体育演艺中心 | 原定於2020年4月2至4月4日舉辦，因新冠疫情而取消，後改期於2021年4月29日至5月2日，惟新冠疫情還未緩和而取消    |
| x    | 2021年5月14日  | 中国      | 上海   | 梅赛德斯-奔驰文化中心    | 原定於2020年3月18至3月20日舉辦，因新冠疫情而取消，後改期於2021年5月14日至5月17日，惟新冠疫情還未緩和而取消 |
| x    | 2021年5月15日  | 中国      | 上海   | 梅赛德斯-奔驰文化中心    | 原定於2020年3月18至3月20日舉辦，因新冠疫情而取消，後改期於2021年5月14日至5月17日，惟新冠疫情還未緩和而取消 |
| x    | 2021年5月16日  | 中国      | 上海   | 梅赛德斯-奔驰文化中心    | 原定於2020年3月18至3月20日舉辦，因新冠疫情而取消，後改期於2021年5月14日至5月17日，惟新冠疫情還未緩和而取消 |
| x    | 2021年5月17日  | 中国      | 上海   | 梅赛德斯-奔驰文化中心    | 原定於2020年3月18至3月20日舉辦，因新冠疫情而取消，後改期於2021年5月14日至5月17日，惟新冠疫情還未緩和而取消 |
| x    | 2021年5月28日  | 中国      | 北京   | 华熙LIVE·鱼洞文体中心    | 原定於2020年5月1至5月2日舉辦，因新冠疫情而取消，後改期於2021年5月28日至5月31日，惟新冠疫情還未緩和而取消   |
| x    | 2021年5月29日  | 中国      | 北京   | 华熙LIVE·鱼洞文体中心    | 原定於2020年5月1至5月2日舉辦，因新冠疫情而取消，後改期於2021年5月28日至5月31日，惟新冠疫情還未緩和而取消   |
| x    | 2021年5月30日  | 中国      | 北京   | 华熙LIVE·鱼洞文体中心    | 原定於2020年5月1至5月2日舉辦，因新冠疫情而取消，後改期於2021年5月28日至5月31日，惟新冠疫情還未緩和而取消   |
| x    | 2021年5月31日  | 中国      | 北京   | 华熙LIVE·鱼洞文体中心    | 原定於2020年5月1至5月2日舉辦，因新冠疫情而取消，後改期於2021年5月28日至5月31日，惟新冠疫情還未緩和而取消   |

## 表演内容

### 演唱歌曲
劉德華演唱的歌曲包括粵語歌和國語歌，當中以歌曲〈預謀〉作為序幕。一些城市独唱的特殊歌曲用粗体标示：
1. 預謀 

2. 中國人 

3. 笨小孩 

4. 謝謝你的愛（粵） 

5. 獨自去偷歡 

6. 如果有一天 

7. 假裝 

8. 冰雨 

9. 愛你一萬年 

10. 暗裡着迷 

11. 練習 

12. 17歲 

13. 你是我的夢 

14. 男人哭吧不是罪 

15. 你是我的女人 

Christmas Song (24+25/12) 

16. My Love 

17. 心只有你（第一、二場限定） 

Encore 

18. 今天 

19. Medley: 我恨我痴心 + 忘情水 + 再吻我吧 + 無間道 + 不需要愛情 + 末世天使 + 沒有人可以像你 + 愛不完 + 我恨我痴心 

20. 情深的一句 

21. 一起走過的日子 

22. 如果我有事 

23. 仍唱我的歌 

24. 真永遠 

1. 預謀 

2. 中國人 

3. 笨小孩 

4. 謝謝你的愛（粵） 

5. 獨自去偷歡 

6. 如果有一天 

7. 假裝 

8. 冰雨 

9. 愛你一萬年 

10. 暗裡着迷 

11. 練習 

12. 17歲 

13. 你是我的夢 

14. 男人哭吧不是罪 

15. 你是我的女人 

16. 月亮代表我的心 

17. My Love 

Encore 

18. 今天 

19. Medley: 我恨我痴心 + 忘情水 + 再吻我吧 + 無間道 + 不需要愛情 + 末世天使 + 沒有人可以像你 + 愛不完 + 我恨我痴心 

20. 情深的一句 

21. 一起走過的日子 

22. 如果我有事 

23. 真永遠 

1. 預謀 

2. 中國人 

3. 笨小孩 

4. 謝謝你的愛 

5. 獨自去偷歡 

6. 如果有一天 

7. 假裝 

8. 冰雨 

9. 愛你一萬年 

10. 暗裡着迷 

11. 練習 

12. 17歲 

13. 你是我的夢 

14. 男人哭吧不是罪 

15. 你是我的女人 

16. 月亮代表我的心 

17. My Love 

Encore 

18. 今天 

19. Medley: 我恨我痴心 + 忘情水 + 再吻我吧 + 無間道 + 不需要愛情 + 末世天使 + 沒有人可以像你 + 愛不完 + 我恨我痴心 

20. 一起走過的日子 

21. 情深的一句（第一場） / 世界第一等（第二至四場） 

22. 如果我有事 

23. 真永遠 

## 精选重映
由于身体突发状况的原因，刘德华在香港站的演唱会没有与往年惯例一样录制并发行演唱会的影碟视频。这次演唱会的星马站精选视频于2022年11月20日20点开始在腾讯音乐和酷狗音乐等平台首播。